# Bases antárticas de Francia

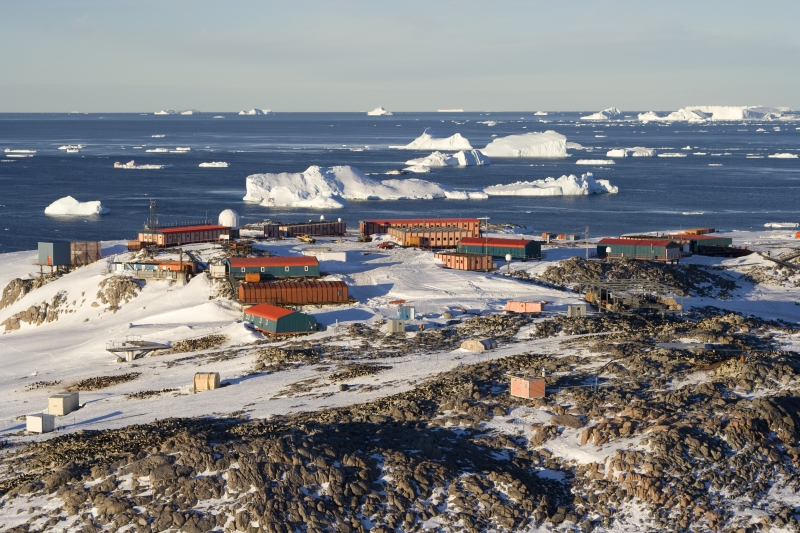
Base Dumont d'Urville.

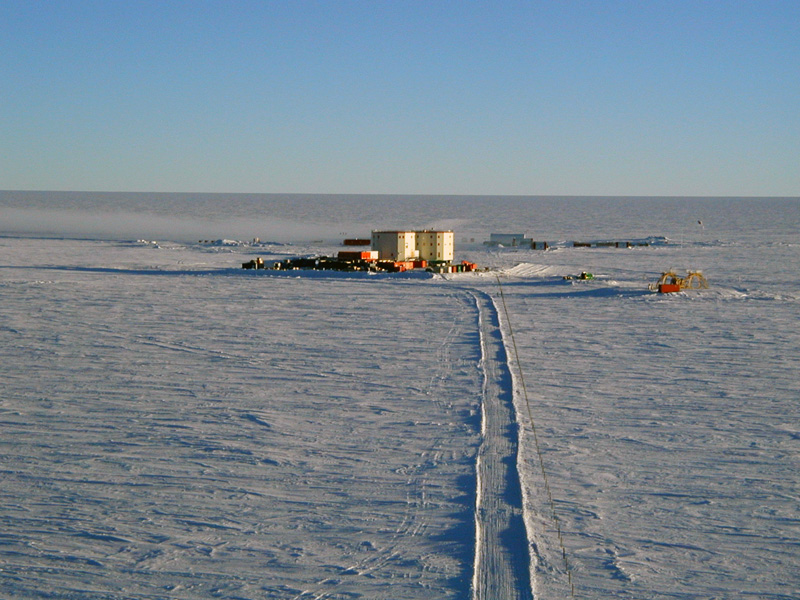
Base Concordia (2005).

Francia opera 2 estaciones de investigación permanentes (durante todo el año) en la Antártida. La mayor y más antigua es la base Dumont d'Urville, ubicada en la costa del territorio reclamado por Francia, denominado Tierra Adelia. La Base Concordia es operada en conjunto con Italia, y se ubica al interior del continente, dentro del sector mayor (al oeste de la Tierra Adelia) del territorio reclamado por Australia, llamado Territorio Antártico Australiano.

## Bases abandonadas
Desde el 20 de enero de 1950 hasta su destrucción por un incendio en la noche del 23 al 24 de enero de 1952, Francia operó en forma permanente la base Puerto Martin en el cabo Margerie de la Tierra Adelia 66°49′S 141°24′E / -66.817, 141.400. Una base secundaria en la isla de los Petreles, a unos 60 km al oeste en el archipiélago de Punta Geología fue construida en enero de 1952, y luego del incendio de Puerto Martin sirvió para alojar al personal evacuado. Este observatorio, conocido como base Marret, fue abandonado en enero de 1953.
Una base de avanzada, la base Charcot, se instaló a principios de 1957 para participar en el Año Geofísico Internacional a 300 km de la costa de la Tierra Adelia y 2400 m s. n. m., 69°22′30″S 139°01′00″E / -69.37500, 139.01667 cerca del Polo Sur Magnético. Allí invernaron 3 científicos durante 2 años, y fue cerrada el 4 de enero de 1959.

## Bases permanentes
- Base Dumont D'Urville. 66°40′S 140°01′E / -66.667, 140.017 Ubicada en la isla de los Petreles del archipiélago de Punta Geología, a 42 m s. n. m.
  - Inaugurada: 12 de enero de 1956 a pocos metros de la base Marret
  - Población máxima: 100
  - Población promedio invierno: 26

- Base Concordia (operada en conjunto con Italia). 75°06′S 123°21′E / -75.100, 123.350 Ubicada en el domo C a 3220 m s. n. m.[2] Tiene una pista de aterrizaje de 1500 m para aviones con esquíes operativa todo el año.
  - Inaugurada: diciembre de 1997 (como base de verano); febrero de 2005 (como base permanente).
  - Población máxima: 60
  - Población promedio invierno: 13

## Base de verano
- Base Robert Guillard (ex Cabo Prud'homme), operada en conjunto con Italia. 66°41.256′S 139°54.430′E / -66.687600, 139.907167. En el continente a 5 km de la isla de los Petreles, y 10 m s. n. m. Opera de noviembre a febrero como anexo de Dumont D'Urville para enlazar vía terrestre con la base Concordia.
  - Población máxima: 10